# Caril

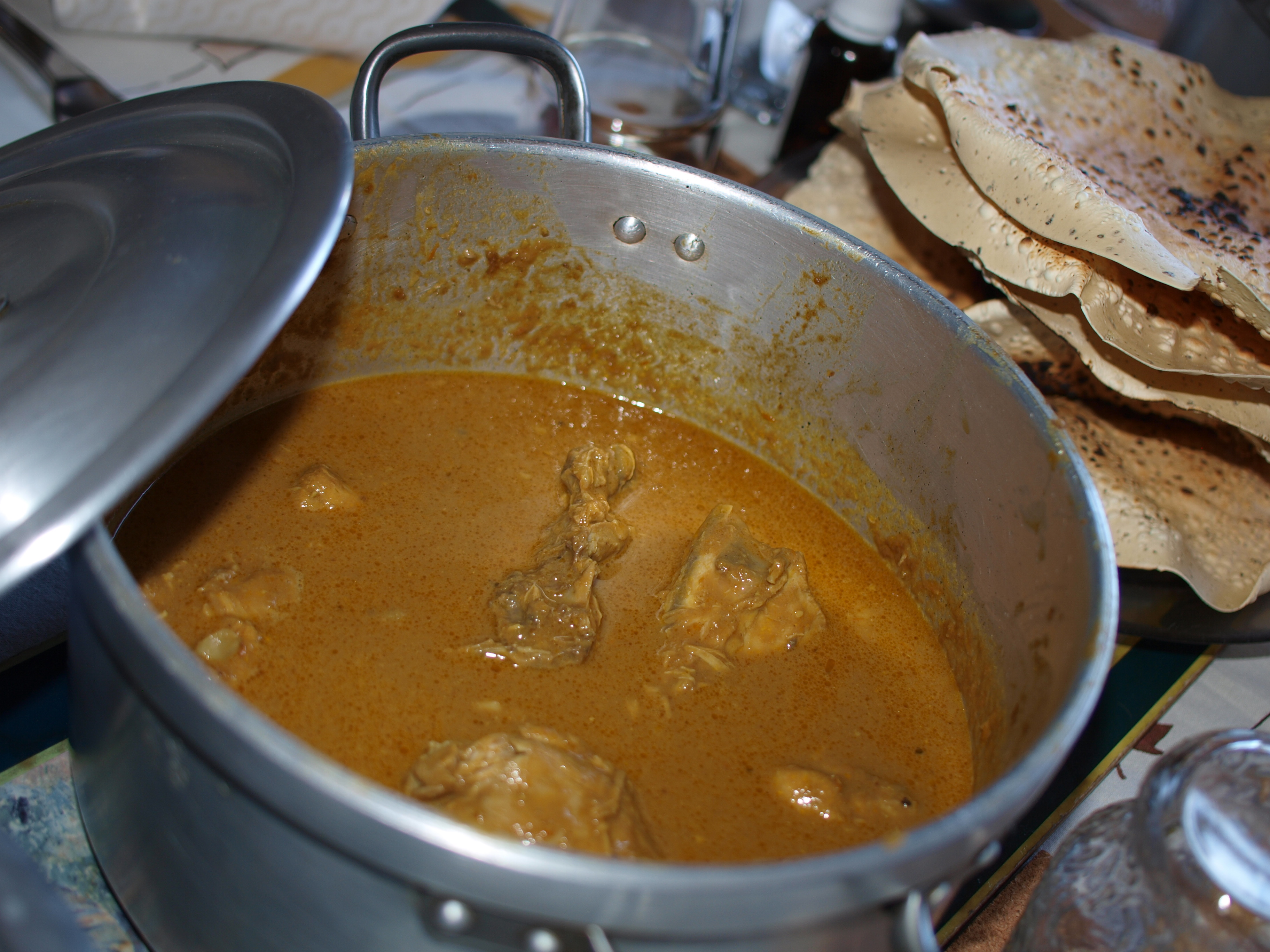
Caril de frango

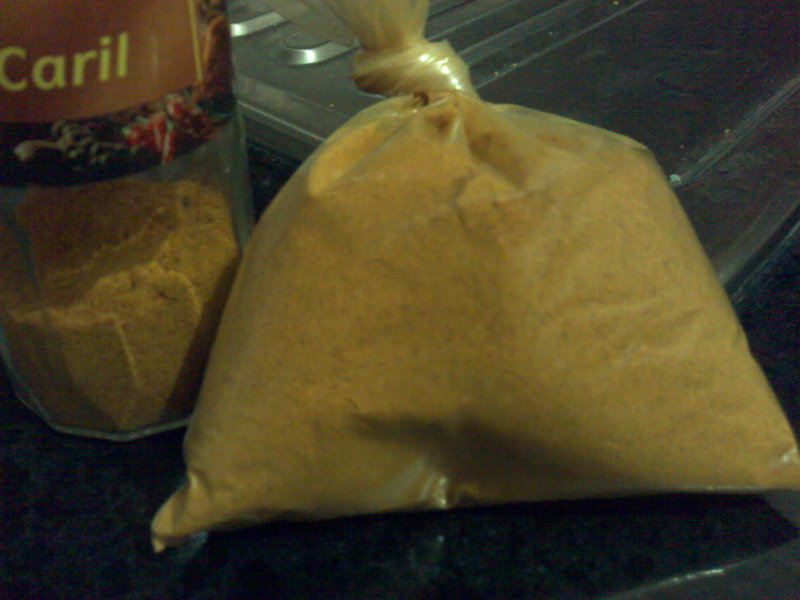
Pó de caril

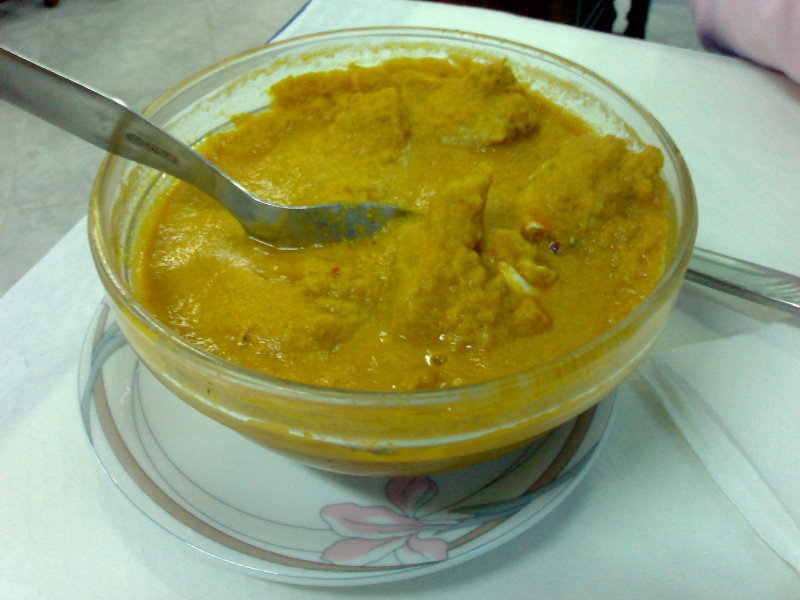
Caril de caranguejo

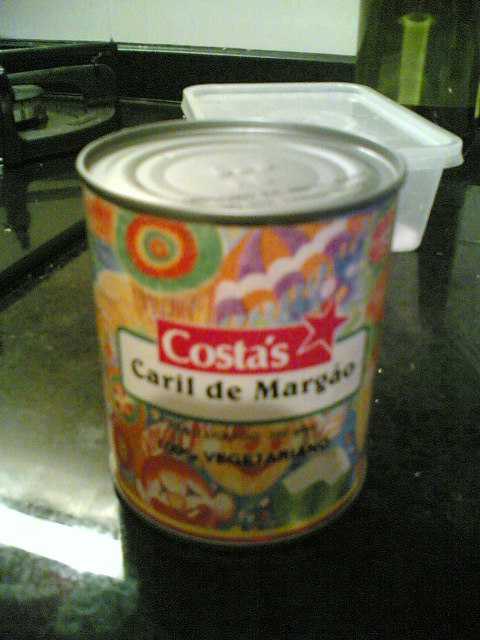
Lata de molho de caril de Margão

O caril (pt) (pt-AO) (pt-MZ) ou curry(pt-BR) é um nome dado a determinados pratos, cuja principal caraterística é ter um molho cozinhado com especiarias e outros ingredientes típicos da cozinha da Índia, da Tailândia e de outros países asiáticos.  O caril pode variar bastante em termos de cor, de sabor e de aspeto, conforme os ingredientes usados, dependendo da cultura e dos hábitos alimentares de diferentes países, povos ou religiões. Na Índia, o termo caril é hoje usado significando apenas molho, confecionado com vegetais, carne ou peixe, destinado a acompanhar o principal componente da refeição, o arroz. O caril é também um preparado típico da culinária indo-portuguesa com especial relevo na culinária de Moçambique, por influência da numerosa comunidade de origem goesa daquele país.
No Ocidente popularizou-se como principal ingrediente o "pó-de-caril", uma mistura industrial de especiarias moídas, de sabor muito caraterístico, mas pouco variável, feito principalmente com açafrão-da-terra (curcuma ou açafrão-das-índias), cardamomo, coentro, gengibre, cominho, casca de noz-moscada (macis), cravinho, pimenta, malagueta,  feno-grego, funcho e canela. 
Para diversificar o sabor do caril, podem ser usados apenas alguns destes ingredientes básicos, ou adicionados outros, de acordo com as preferências, como folhas de canela, folhas de loureiro, assafétida, alforva, pimenta-de-caiena, nigela (nigella sativa), noz-moscada, pimenta-da-jamaica, pimentão e alecrim, entre outros. Existem caris que chegam a levar setenta plantas diferentes. Apesar do nome, as folhas de caril (Murraya koenigii) não são um ingrediente fundamental, sendo usadas apenas em alguns caris, especialmente os do sudoeste da Índia.
Para cozinhar caris, combinam-se ingredientes com diversas funções, como, por exemplo:
- Espessantes: cebola, iogurte, natas, coco ralado, leite de coco, lentilhas, sementes (mostarda, papoila, caju, amendoim, amêndoa).
- Corantes: cebola frita, curcuma, açafrão, malaguetas, tomates, folhas de coentros, espinafres, natas, coco.
- Acidificantes: tomate, iogurte, vinagre, tamarindo, lima, cocum, manga verde.
- Picantes: gengibre, malaguetas, pimenta.
- Sabor e aroma: as especiarias, em geral.

É difícil distinguir as especiarias que são usadas para dar sabor e para dar aroma, pois todas as especiarias contribuem para ambos. Se as especiarias são fritas na parte inicial da confeção, elas contribuem mais para o sabor; se são adicionadas no fim da cozedura, têm um maior efeito no aroma. Garam masala (cujo significado literal é "especiarias quentes") é uma das misturas tradicionais que podem ser usadas desta forma para alterar o sabor e o aroma.

## Etimologia
A introdução da palavra 'caril' na língua portuguesa remonta a 1563, conforme o seu primeiro registo escrito. É possível que a palavra tenha entrado na língua portuguesa através da sua forma canaresa karil, até hoje utilizada em Goa. Segundo outras fontes, a palavra  seria proveniente do concani-marata kanddhí  e, por sinédoque, teria passado a designar ensopados de vegetais ou de carnes, com especiarias.
Já a palavra curry que é mais usada no Brasil foi incorporada à língua inglesa em 1598, proveniente do tâmil e do malabar kari (கறி), que significa 'molho'.
As comunidades nipónicas também empregam a forma 'carê'.